# Sławomir Cytrycki
Sławomir Cytrycki, né le 17 décembre 1951 à Łódź, est un fonctionnaire et homme politique polonais.
Il est ministre du Trésor d'État entre janvier et avril 2003, puis ministre sans portefeuille et chef de la chancellerie du président du Conseil des ministres de mai 2004 à octobre 2005.

## Biographie

### Formation
Après une année d'études en sciences économiques à l'université de Łódź, il rejoint l'Institut de finance et d'économie de Léningrad. Membre du Parti ouvrier unifié polonais (PZPR) à partir de 1973, il reçoit son diplôme en 1974.

### Vie professionnelle
Jusqu'en 1977, il est salarié de l'Union socialiste des étudiants polonais (SZSP), où il occupera le poste de directeur du département des Affaires étrangères. Il intègre ensuite l'administration du ministère de la Science, de l'Enseignement supérieur et de la Technologie, puis du bureau du Conseil des ministres et enfin de la chancellerie du président de la République. Après que le PZPR s'est transformé en 1989 en Social-démocratie de la République de Pologne (SDRP), il n'appartient plus à un parti politique.
Dans les années 1990, il est notamment salarié de la banque Bank Handlowy à Varsovie ainsi que l'assistant personnel du diplomate polonais Eugeniusz Wyzner, en poste à l'Organisation des Nations unies à New York. Il est nommé sous-secrétaire d'État de la chancellerie du président du Conseil des ministres (KPRM) le 24 octobre 2001 par le nouveau président du Conseil social-démocrate Leszek Miller, un poste dont il est relevé le 10 juillet 2002.

### Ministre
Le 7 janvier 2003, Sławomir Cytrycki est nommé à 51 ans ministre du Trésor d'État dans le gouvernement de coalition de centre gauche de Miller. Il quitte cette fonction dès le 2 avril pour devenir chef de la mission diplomatique polonaise à Washington, D.C..
Il fait son retour en Pologne le 2 mai 2004, lorsqu'il est désigné à 52 ans ministre sans portefeuille et chef de la KPRM dans le premier gouvernement minoritaire de centre gauche du nouveau président du Conseil social-démocrate Marek Belka. Après que la Diète a rejeté le nouveau cabinet, il est confirmé le mois suivant dans le gouvernement Belka II.

### Après le gouvernement
Du fait d'un changement de majorité, il doit abandonner ses responsabilités le 31 octobre 2005. Le 9 août 2010, Belka, devenu président de la Banque nationale de Pologne, le choisit comme chef de cabinet. Il occupe ce poste pendant les six ans du mandat.